# Eduardo, o Príncipe Negro
Eduardo de Woodstock, Príncipe de Gales (Palácio de Woodstock, 15 de junho de 1330 – Palácio de Westminster, 8 de junho de 1376), mais conhecido como Príncipe Negro por causa de sua armadura ou reputação marcial distinta, era o filho mais velho de Eduardo III da Inglaterra. Feito Príncipe de Gales em 1343, Eduardo lutaria com distinção nas duas grandes vitórias da Inglaterra contra os franceses durante a primeira fase da Guerra dos Cem Anos (1337–1453): Crécy em 1346 e Poitiers em 1356 quando ele capturou o rei da França. Outra vitória famosa viria em Najera, na Espanha, em 1367, mas a doença abateu o príncipe antes que ele pudesse ser coroado o grande rei que todos esperavam que ele se tornasse. Eduardo morreu, provavelmente de disenteria, em 8 de junho de 1376. Ele foi enterrado na Catedral de Canterbury, onde sua efígie e capacete preto original e escudo ainda estão pendurados em exibição.

## Início da vida e títulos

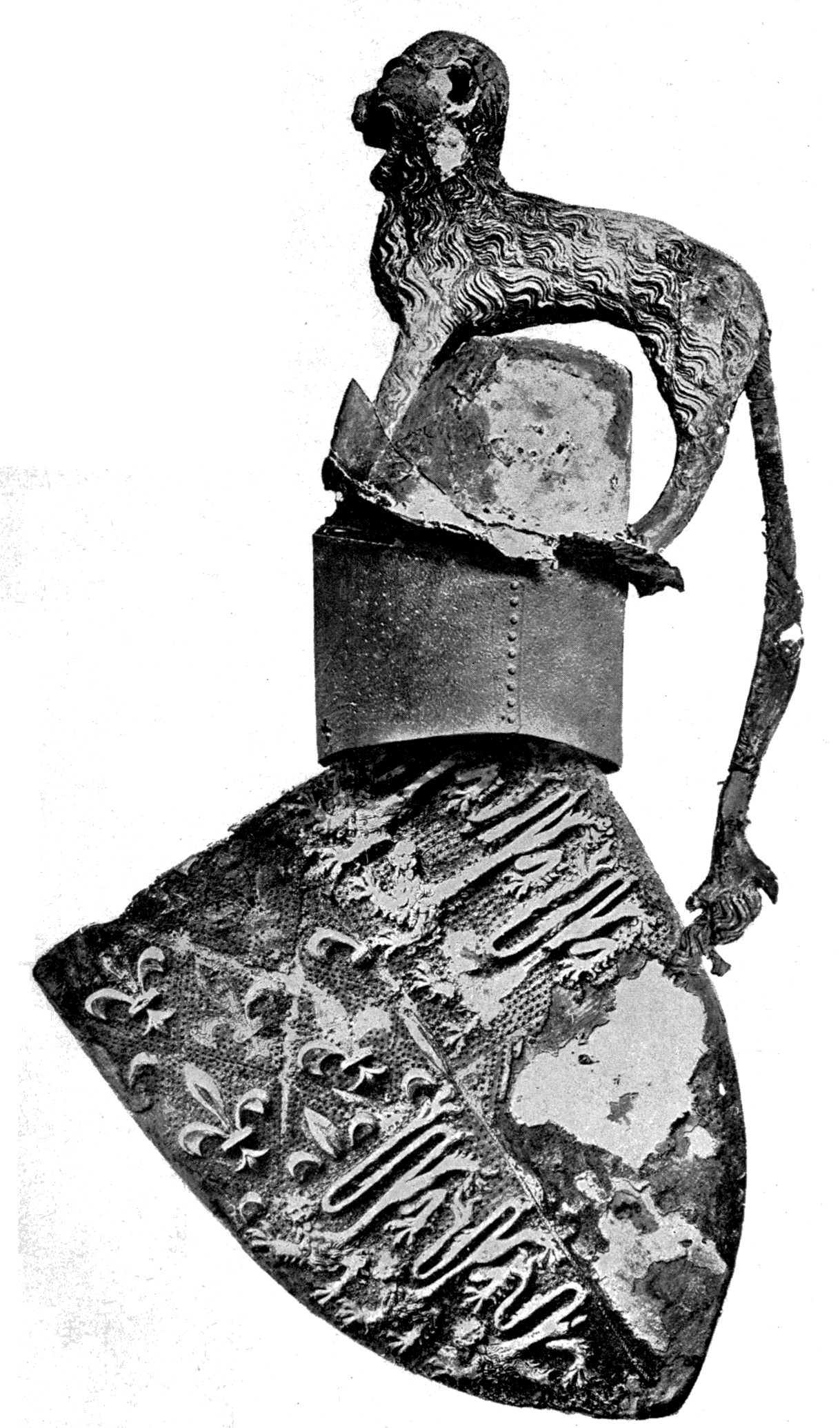
Capacete e escudo de Eduardo, o Príncipe Negro.

Eduardo nasceu em 15 de junho de 1330 em Woodstock, perto de Oxford, o filho mais velho de Eduardo III da Inglaterra e de Filipa de Hainault (c.1314–1369). O príncipe recebeu sua primeira armadura com apenas sete anos e ele realmente se tornaria um dos maiores guerreiros que a Inglaterra já produziu. Por volta da mesma época, em março de 1337, o rei Eduardo garantiu que seu filho teria fundos suficientes concedendo-lhe receitas do recém-criado Ducado da Cornualha. Se um futuro monarca não tivesse um filho, a receita do ducado seria revertida para a Coroa. Consequentemente, o príncipe Eduardo foi feito duque da Cornualha, o que veio com seu outro título, conde de Chester. Em 1343 Eduardo também foi nomeado Príncipe de Gales. Quanto ao seu outro nome mais famoso, não foi até o século XVI que Eduardo se tornou conhecido como o "Príncipe Negro", muito provavelmente por causa de sua armadura negra e/ou escudo de justa. Seu capacete de torneio pendurado acima de sua tumba é preto com um grande leão de couro moldado (ou leopardo) em cima dele. Seu apelido, entretanto, pode ter-lhe sido dado pelos franceses devido à sua reputação marcial e à terrível estratégia de terra arrasada que contra eles empregou repetidas vezes. Outro emblema do Príncipe Negro eram as três penas de avestruz brancas colocadas contra um fundo preto e, ainda hoje, as penas de avestruz são usadas como símbolo do Príncipe de Gales.
Eduardo era uma figura alta e impressionante e se casou com sua prima Joana, a condessa de Kent (1328–1385) em 1361 no Castelo de Windsor. Joana já havia sido casada antes, mas parecia ser o terceiro marido sortudo em uma união que sugeria que havia mais amor envolvido do que no casamento real medieval comum, feito apenas para cimentar alianças políticas. O casal teria dois filhos: Eduardo (falecido em 1371) e Ricardo (nascido em 1367), que se tornaria Ricardo II da Inglaterra (1377–1399). O Príncipe Negro demonstrou grande devoção ao longo de sua vida, contribuindo generosamente para a Catedral de Canterbury e fazendo peregrinações a Walsingham e Canterbury antes de suas famosas batalhas na França. Ele também tinha a Santíssima Trindade em grande reverência, como pode ser visto em seu túmulo.

## Casamento e filhos
Casou-se com Joana, a Bela Donzela de Kent em 10 de outubro de 1361 em Windsor, Berkshire, Inglaterra tiveram dois filhos:
- Eduardo (1365–1371) morreu em janeiro de 1371, e foi enterrado na Igreja dos Friars de Austin, em Londres
- Ricardo II (1367–1400) Tornou-se Rei da Inglaterra em 1377, casou-se com Ana da Boêmia em 20 de janeiro de 1382 sem descendência; casou-se em segundas núpcias com Isabel de Valois em 31 de outubro de 1396 em Calais também não houve descendência desse casamento.[2]

Ele também teve pelo menos dois filhos ilegítimos:
- Eduardo (fl.1349; presume-se que morreu jovem)[2]
- Sir Roger Clarendon (falecido em 1402).[2]

## Guerra dos Cem Anos
Em 1337 Eduardo III da Inglaterra pretendia expandir suas terras na França e ele tinha a desculpa perfeita, pois sendo sua mãe Isabel da França, a filha de Filipe IV da França, (1285–1314), ele poderia reivindicar o direito ao trono francês. Naturalmente, o atual rei, Filipe VI da França (1328–1350), não estava disposto a renunciar e então a Guerra dos Cem Anos entre a França e a Inglaterra começou (na verdade, um rótulo do século XIX para um conflito que rugiu intermitentemente por bem mais de um século, na verdade, finalmente terminando em 1453). Pouco antes das grandes batalhas da guerra, o Príncipe Eduardo foi nomeado cavaleiro por seu pai em 12 de julho de 1346, juntamente com vários outros jovens cavaleiros.

#### Batalha de Crécy

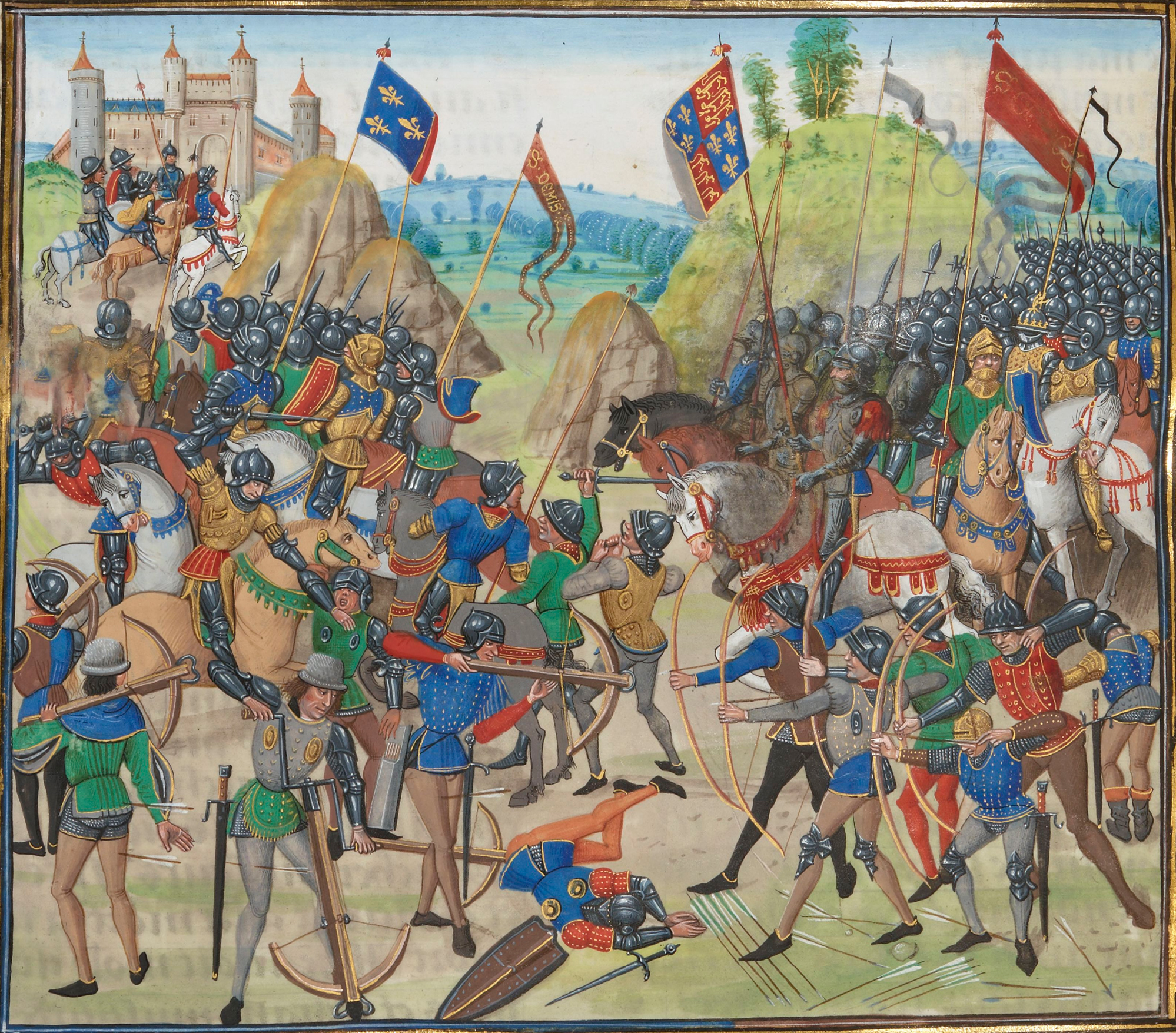
Batalha de Crécy entre ingleses e franceses durante a Guerra dos Cem Anos, 1346 por Jean Froissart.

Eduardo, o Príncipe Negro, foi inicialmente acusado de incendiar o máximo de cidades e vilas francesas que pudesse durante 1346. Essa estratégia, conhecida como chevauchée, era uma parte comum da guerra medieval e tinha sido usada pelo menos desde 1066 por Guilherme, o Conquistador. Os objetivos da estratégia eram múltiplos: espalhar o terror na população local, fornecer comida de graça para um exército invasor, adquirir despojos e resgate para nobres prisioneiros e garantir que a base econômica de seu oponente fosse gravemente enfraquecida, tornando extremamente difícil para eles mais tarde reuniu um exército no campo. Inevitavelmente, as tropas comuns também aproveitaram a oportunidade para causar confusão geral e saquear o que puderam dos ataques. Essa foi uma forma brutal de guerra econômica e, talvez, também, foi projetada para provocar o rei Filipe a ir para o campo e enfrentar o exército invasor, que foi exatamente o que aconteceu. Em 26 de agosto de 1346, os dois exércitos se encontraram e Eduardo, então com apenas 16 anos, liderou a ala direita do exército inglês ao lado de Sir Godfrey Harcourt. O príncipe lutou com desenvoltura, mas houve um momento de grande perigo em que os franceses pareciam prestes a dominar as tropas do príncipe. Sir Godfrey pediu reforços, mas, de acordo com o cronista medieval Jean Froissart (1337 - c. 1405), escrevendo em suas Crônicas, ao ouvir sobre a situação de seu filho, o rei Eduardo meramente declarou que se seu filho pudesse livrar-se de suas dificuldades, então ele ganharia suas esporas naquele dia (esporas sendo uma marca de cavaleiro e presumivelmente ser concedido a Eduardo em sua cerimônia completa de cavaleiro quando ele voltasse para casa). No final, o exército de Eduardo III superou sua desvantagem numérica (cerca de 12 000 x 25 000), assumindo uma posição defensiva em uma colina com vista para o rio Maie. As tropas francesas ficaram confusas quando uma carga foi ordenada e depois retirada, e os arqueiros galeses e ingleses se mostraram mais devastadores do que nunca. O exército do rei Eduardo também se beneficiou de sua experiência de batalha e disciplina adquirida 

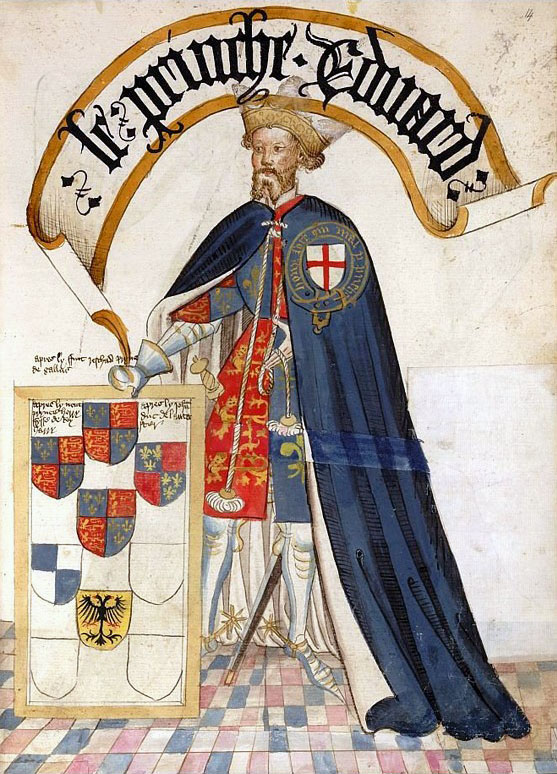
Miniatura de Eduardo da Ordem da Jarreteira, vestindo um manto da Jarreteira sobre a armadura de placas e um sobretudo exibindo seus braços. Uma placa emoldurada exibe os braços pintados dos sucessores em sua barraca da Jarreteira na Capela de São Jorge, em Windsor.

lutando na Escócia e no País de Gales e da ênfase do rei em tropas móveis leves, sem mencionar o primeiro uso de canhões em solo francês. O rei Eduardo venceu a batalha com cerca de 300 baixas em comparação com os 14 000 franceses caídos, o massacre resultado dos franceses terem erguido sua bandeira para não cederem trégua. A flor da nobreza da França e de seus aliados foi eliminada, incluindo o rei João da Boêmia (1310–1346), o conde de Blois e o conde de Flandres. Foi depois da batalha, pelo menos segundo a lenda, que o Príncipe Eduardo adotou o emblema e o lema do rei caído da Boêmia - as penas de avestruz mencionadas acima e Ich Dien ou 'Eu sirvo'. Os sucessos ingleses continuaram quando Eduardo III e o Príncipe Negro, apoiado por um exército de cerca de 26 000 homens, garantiram que Calais fosse capturado em julho de 1347, após um cerco de um ano.
Três anos depois, em janeiro de 1350, o Príncipe Negro e uma seleta unidade de cavaleiros estiveram envolvidos na defesa bem-sucedida da cidade contra um complô francês envolvendo mercenários italianos. A reputação do Príncipe Negro como um grande cavaleiro medieval já estava garantida, mas sua estrela ainda iria subir ainda mais.

#### Cavalaria e ligas
O Príncipe Negro parece ter gostado da pompa e da cerimônia dos torneios medievais tanto quanto seu pai e ele participou do grande torneio de 15 dias de 1344 no Castelo de Windsor. O príncipe também foi membro fundador do novo e exclusivo clube de cavaleiros de seu pai e epítome da cavalaria medieval, a Ordem da Jarreteira (c. 1348). Esta ordem, a mais antiga e ainda mais prestigiosa da Inglaterra, foi criada com apenas 24 cavaleiros escolhidos mais o rei e o Príncipe Negro. Todos os seus primeiros membros lutaram na Batalha de Crécy; estes eram homens de valor, não apenas de posição. O símbolo desta ordem é uma liga (então usada na parte superior do braço ou perna sobre a armadura) e seu lema é Honi soit, qui mal y pense ou ("O mal seja sobre quem pensa"), provavelmente uma referência a qualquer um que duvidava do direito do rei, a seu ver, de governar a França. Não é por acaso que a liga também tinha as cores reais da França - ouro e azul.

## Batalha de Poitiers
Um novo rei, João II da França (r.1350–1364), continuou a guerra com a Inglaterra, mas cometeu os mesmos erros que seu predecessor no campo de batalha. Em 1355-6, o Príncipe Negro invadiu a Gasconha e capturou Bordéus, que depois disso usou como sua base para novas surtidas. A região era um dos principais contribuintes para os cofres do rei francês e, por isso, Eduardo incendiou sistematicamente cidades e fazendas, como fizera antes de Crécy. Mais uma vez, provocou um rei francês a imprudentemente entrar em campo em uma batalha aberta. Por acaso, um exército francês, com o objetivo de impedir que os exércitos ingleses no sudeste se unissem aos da Normandia, surpreendeu as forças do príncipe em 18 de setembro de 1356. No dia seguinte, uma poderosa batalha ocorreu a 6,4 km de Poitiers em um terreno misto de vinhedos, bosques e pântanos.

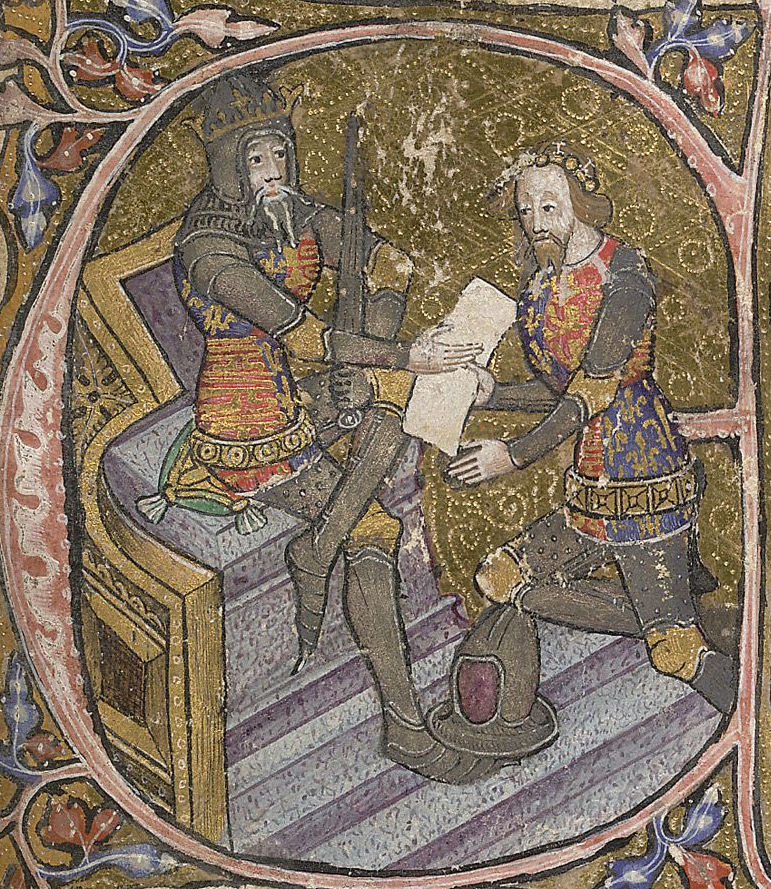
Eduardo, o Príncipe Negro, recebe a concessão da Aquitânia de seu pai, o Rei Eduardo III "letra inicial" E em uma página de manuscrito iluminado, 1390; Biblioteca Britânica.

Mais uma vez, os franceses superaram em número seus oponentes (35 000 contra 7 000) e novamente a liderança confusa e uma dependência desatualizada de cavalaria pesada e bestas anulou sua vantagem. Mais uma vez, os franceses não conseguiram encontrar uma resposta para o alcance, a força e a precisão do arco longo inglês. Cerca de 2 000 cavaleiros franceses, incluindo o próprio rei João, foram capturados, proporcionando um enorme potencial para resgates em dinheiro. O Príncipe Negro ganhou ainda mais distinção por seu tratamento cavalheiresco para com seu prisioneiro real, que foi escoltado por Eduardo para a Inglaterra, onde ele teria que esperar quatro longos anos por sua libertação. O príncipe também ganhou fama de generosidade entre seus próprios seguidores leais, uma das principais qualidades de um nobre cavaleiro, ao distribuir ouro e títulos a seus comandantes, bem como doar generosamente a igrejas como a Catedral de Canterbury. O rei Eduardo foi então audacioso o suficiente para marchar sobre Reims em 1359, com total intenção de se tornar rei dos franceses, onde seus monarcas eram tradicionalmente coroados. O rei e o Príncipe Negro lideraram o exército e marcharam sobre a cidade, mas Reims se mostrou inexpugnável e um inverno rigoroso reduziu tanto o exército de Eduardo que ele foi obrigado a iniciar negociações de paz. Em maio de 1360, um tratado de paz foi assinado entre a Inglaterra e a França, o Tratado de Brétigny.
Em 1362, o Príncipe Eduardo foi feito Príncipe da Aquitânia por seu pai. A guerra com a França, porém, estava prestes a piorar quando Eduardo III enfrentou seu terceiro rei francês: Carlos V da França, também conhecido como Carlos, o Sábio (r.1364–1380), que provou ser de longe o mais capaz de o trio. Carlos começou a recuperar a sério o que seus predecessores haviam perdido, evitando a batalha aberta e se concentrando no assédio e contando com a segurança de seus castelos quando necessário. O rei inglês também estava lutando para pagar por suas guerras extremamente caras.

## Castela e Najera
Durante a paz que se seguiu ao Tratado de Brétigny, o Príncipe Negro dirigiu suas paixões marciais para Castela, na Espanha. Aqui em 1367, Pedro I (r.1350–1366) esperava recuperar o trono que havia perdido para seu meio-irmão Henrique II de Castela (r.1366–1367 e 1369–1379). A reputação ambígua de Pedro é indicada por seus apelidos contrastantes: "o Cruel" e "o Justo". Foi arranjado para Pedro se casar com Joana, filha de Eduardo III da Inglaterra, mas ela morreu no caminho quando estava viajando por uma área atingida pela peste negra. Henrique II de Castela, por sua vez, teve o apoio dos franceses. Com efeito, então, a Espanha se tornou uma arena para a Inglaterra e a França continuarem sua rivalidade sem lutar no território de nenhuma das partes. Em 3 de abril de 1367, Eduardo liderou um exército combinado de Gascon e inglês para a vitória na Batalha de Najera (Navarette), mais uma vez empregando arqueiros de arco longo e infantaria veloz para grande efeito. Eduardo concentrou-se no flanco esquerdo de seus inimigos e, no pânico que se seguiu, os franceses foram empurrados de volta para o rio Najerilla por um ataque final da cavalaria.
Após a batalha, Eduardo ainda conseguiu capturar e vender por um resgate massivo um de seus rivais pelo título de maior cavaleiro de todos os tempos, Bertrand du Guesclin, a "Águia da Bretanha" (c.1320–1380). Eduardo havia permitido que du Guesclin nomeasse seu próprio resgate, o que ele fez, escolhendo em vão a taxa absurdamente alta de 100 000 francos. No entanto, no esquema mais amplo das coisas, Pedro mostrou-se relutante ou simplesmente incapaz de pagar a Eduardo e seu exército por seus problemas, e tudo o que o Príncipe Negro tirou foram problemas de saúde - talvez malária ou edema (hidropisia) - que o atormentariam pelo resto de sua vida. Outra consequência infeliz foi o descontentamento de seus súditos na Aquitânia, que foram fortemente tributados para pagar por toda a aventura. O Príncipe Negro pelo menos recebeu de Pedro uma lembrança, a pedra que ficou conhecida como Rubi do Príncipe Negro, na verdade um balas ou espinélio, mas há muito considerado um verdadeiro rubi. Essa pedra de formato irregular foi então fixada em várias coroas pertencentes às joias da coroa britânica e hoje ocupa um lugar de destaque no centro da coroa do estado imperial. Apesar das joias e resgates, porém, Najera foi ao mesmo tempo uma brilhante vitória militar e um desastre financeiro para o Príncipe Negro.

## Retorno à França: Limoges
O Príncipe Negro era necessário de volta à França, onde Carlos V estava de volta à ofensiva e mordiscando terras dominadas pelos ingleses onde o descontentamento com os impostos de Eduardo era abundante. Em 1370, Limoges foi recapturado, mas o Príncipe Negro causou danos duradouros à sua reputação, pelo menos na França (onde já era bastante baixa), ordenando a execução de cerca de 3 000 homens, mulheres e crianças, talvez em vingança por seu ex-aliado o bispo de Limoges ter trocado de lado. A cidade foi então incendiada.

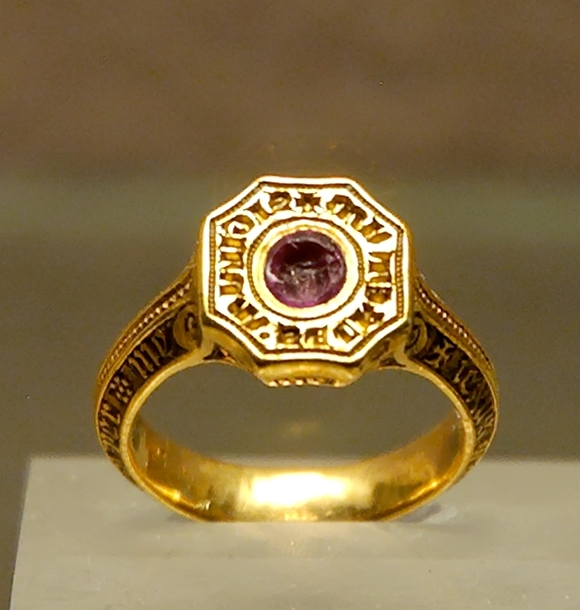
Anel-sinete do Príncipe Negro. Ouro (originalmente esmaltado) e rubi, final do século XIV. Encontrado em Montpensier (Auvergne, França), 1866.

A doença recorrente de Eduardo significava que ele frequentemente tinha de ser carregado em uma ninhada, e sua falta de entusiasmo revelou-se importante para a causa inglesa em seus últimos anos. Outras invasões inglesas em 1369 e 1373 lideradas pelo irmão mais novo de Eduardo, João de Gante, o duque de Lancaster (1340–1399), também se mostraram decepcionantes, e o Príncipe Negro foi obrigado a retornar à Inglaterra em 1371, pois sua saúde se deteriorou. Consequentemente, Carlos V invadiu a maior parte da Aquitânia em 1372 e, em 1375, as únicas terras que restaram na França pertencentes à Coroa Inglesa foram Calais e uma pequena fatia da Gasconha, um parco retorno por décadas de esforço e despesas.

#### Morte e Enterro
O príncipe Eduardo tinha 46 anos quando morreu em 8 de junho de 1376, provavelmente de disenteria, e uma nação chorou. A tumba de Eduardo, como ele desejava, fica na Catedral de Canterbury, onde o capacete preto do príncipe, o escudo e as manoplas foram originalmente pendurados acima dela. A efígie de cobre dourado do príncipe mostra-o em armadura completa e usando o brasão esquartejado de seu pai, que misturava os leões dos Plantagenetas com a flor-de-lis da coroa francesa, símbolo da reivindicação inglesa à França que o príncipe havia feito muito para tentar tornar uma realidade. O filho do Príncipe Negro, Ricardo, seria selecionado pelo parlamento como herdeiro oficial de Eduardo III, e ele foi coroado Ricardo II da Inglaterra em 16 de julho de 1377 na Abadia de Westminster. O Príncipe Negro deixou seu filho e todos os outros que seguiram uma advertência na forma de um poema francês que ele insistiu que estava inscrito ao redor de sua tumba em Canterbury:
Tal como você é, algum dia fui eu.
Como eu sou, você será.
Pensei pouco na morte
Contanto que eu aproveitasse a vida.
Na terra eu tinha grandes riquezas …
Terras, casas, grande tesouro, cavalos, dinheiro, ouro …
Mas agora sou um pobre cativo,
No fundo da terra eu deito …
Minha grande beleza se foi,
Minha carne está destruída até os ossos …

(citado em Jones, 524)